# Hermesdorf (Wißmannsdorf)
Hermesdorf ist ein Ortsteil der Ortsgemeinde Wißmannsdorf im Eifelkreis Bitburg-Prüm in Rheinland-Pfalz.

## Geographische Lage
Hermesdorf liegt im Tal der Prüm, die am östlichen Ortsrand vorbeifließt. In unmittelbarer Nähe zum Ort münden der Hermesdorfer Graben und der Bergbach in die Prüm. Durch den Ort verlaufen die L 7 und die L 9. Zum Ortsteil gehört der Weiler Im Wäldchen.

Nachbarorte sind im Norden Wiersdorf, im Osten Rittersdorf im Süden Wißmannsdorf und im Westen Koosbüsch.

## Geschichte
Auf eine frühe Besiedelung des Gemeindegebietes weist der Fund von römischen Brandgräbern hin. Diese wurden 1911 östlich des Ortes auf einem flachen Bergrücken entdeckt. Es handelt sich um ein Feld von 10 auf 10 m. Geborgen wurden einige gut erhaltene Gefäße sowie einige Metallfunde. Ferner fand man drei Brandbestattungen in rechteckigen Gruben von 1,20 zu 0,90 m. Die entsprechenden Funde kamen dem Rheinischen Landesmuseum Trier zu. Nach ersten Untersuchungen handelte es sich um reich ausgestattete Gräber, jedoch ohne Steinumstellungen und Aschenkisten. Die Keramikfunde konnten dem 1. Jahrhundert n. Chr. zugeordnet werden. Bemerkenswert sind zudem mehrere gestempelte südgallische Sigillaten claudisch-neronischer Zeit.
Erstmals urkundlich erwähnt wurde der Ort im Jahr 1103. Eine Kapelle ist für das Jahr 1713 belegt. Bis zur französischen Besatzung gehörte das Dorf zur damals luxemburgischen Herrschaft Hamm.
Am 10. Juni 1979 wurde die bis dahin eigenständige Gemeinde Hermesdorf mit seinerzeit 310 Einwohnern mit der Gemeinde Wißmannsdorf zur neuen Ortsgemeinde Wißmannsdorf zusammengelegt.

## Politik

### Ortsbezirk
Der Ortsteil Hermesdorf ist einer von drei Ortsbezirken der Ortsgemeinde Wißmannsdorf. Auf die Bildung eines Ortsbeirats wurde verzichtet. Der Bezirk wird durch einen Ortsvorsteher politisch vertreten.

### Ortsvorsteher
Peter Kootz wurde am 1. Oktober 2024 Ortsvorsteher von Hermesdorf. Bei der Wiederholungswahl am 8. September 2024 war er als einziger Bewerber mit einem Stimmenanteil von 81,7 % gewählt worden, nachdem die Amtsinhaberin bei der Direktwahl am 9. Juni 2024 die notwendige Mehrheit für eine Wiederwahl verfehlt hatte.
Die Vorgänger waren Bettina Wolff, die das Amt seit 2019 innehatte, und zuvor Johann Winter seit 1984.

### Wappen von Wißmannsdorf

Das Wappen der heute übergeordneten Gemeinde Wißmannsdorf wurde in Anlehnung an die drei Ortsteile der Gemeinde entworfen und stellt diese ebenfalls symbolisch dar.
Wappenbegründung: Das Wappen ist dreigeteilt, als Symbol für die drei Wißmannsdorfer Ortsteile. Für den Patron der Pfarrkirche, den heiligen Martin, wurde das silberne Schwert im Wappen aufgenommen, für den Patron der Kapelle zu Hermesdorf, den Evangelist St. Lucas die drei roten Schildchen, während das Eichenblatt mit Eichel redendes Zeichen für den Ortsteil Koosbüsch ist und auf die Bezeichnung Casnus zurückgeht.

## Kultur und Sehenswürdigkeiten

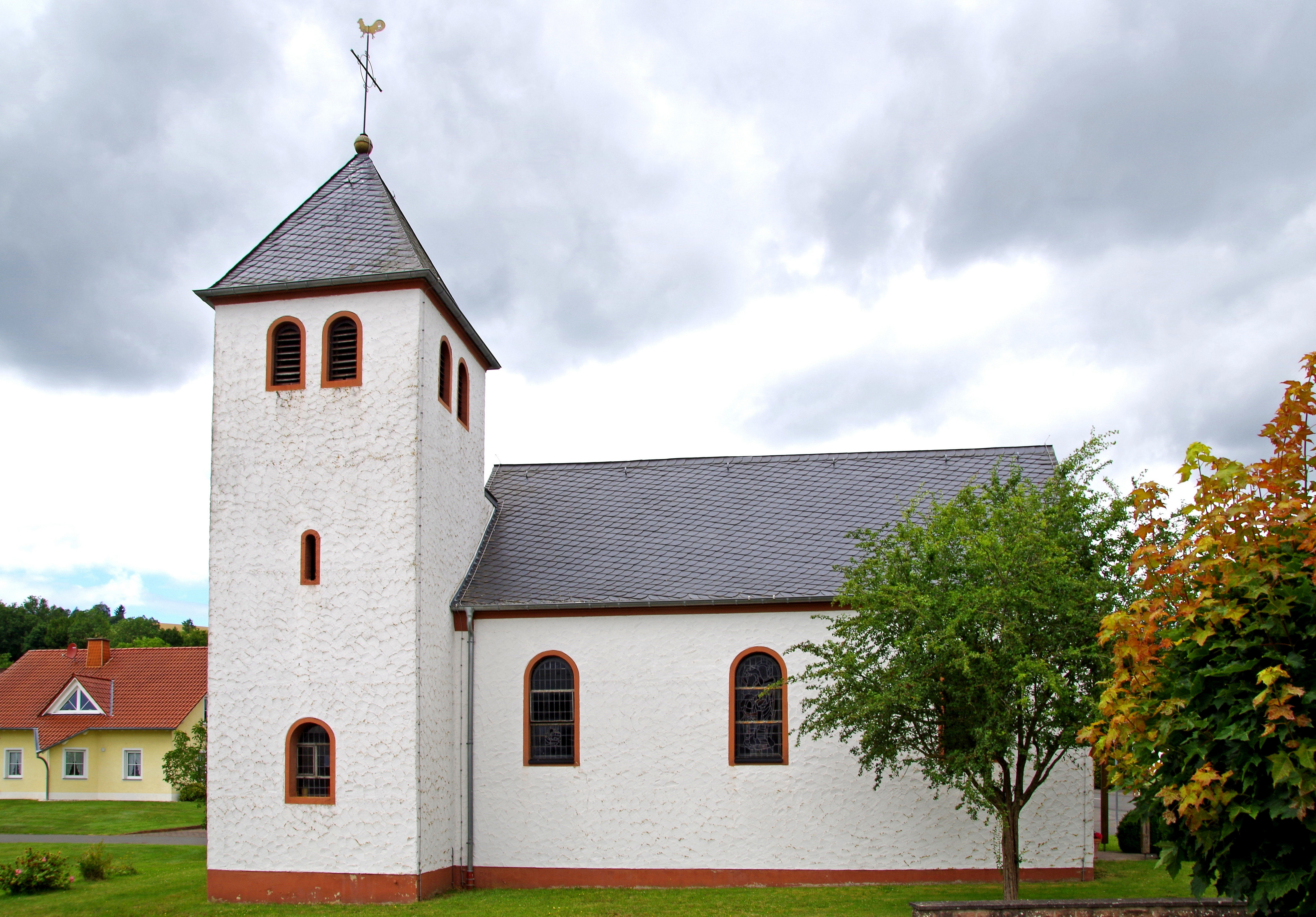
St. Lukas und Fides, Spes und Caritas

- Römisch-katholische Filialkirche St. Lukas und Fides, Spes und Caritas von 1952/53
- Brückenstraße mit einigen denkmalgeschützten Gebäuden
- Schaftkreuz von 1781 in Rokokoform, 1984 saniert
- Wegekreuz von 1741 mit Muschelnische  innerhalb der Ortslage

Siehe auch: Liste der Kulturdenkmäler in Wißmannsdorf